# Intel 8224
8224 — однокристальный генератор тактовых импульсов, разработанный компанией Intel и предназначенный для использования совместно с микропроцессором 8080A. Микросхема выполнена по технологии ТТЛШ и содержит стабилизируемый кварцевым резонатором генератор, счётчик-делитель на 9, два высокоуровневых формирователя сигналов и несколько вспомогательных логических схем. Использовалась в первых персональных и домашних компьютерах на базе 8080A, начиная с Альтаир 8800b. В более поздних процессорах (8085, Z80) использовался встроенный генератор. Советский аналог — КР580ГФ24.

## Функции
Микросхема обеспечивает формирование:
- выходного сигнала OSC с опорной частотой тактового генератора для синхронизации других компонентов микропроцессорной системы
- тактовых сигналов φ1 и φ2 амплитудой 12 В для тактирования микропроцессора 8080A
- сигнала φ2 (TTL), совместимого по уровню с ТТЛ сигналами и синхронизированного с сигналом φ2
- сигнала RESET «Сброс»
- сигнала READY «Готовность»
- сигнала /STSTB «Стробирование статуса», предназначенного для подачи на системный контроллер 8228 или 8238, с целью демультиплексирования управляющих сигналов, выводимых на шину данных микропроцессора.

Резонансная частота кварцевого генератора должна быть в 9 раз больше выбранной тактовой частоты микропроцессора. При частоте резонатора более 10 МГц для получения более точного значения частоты может потребоваться последовательное подключение конденсатора ёмкостью 3 — 10 пФ. Также возможно использовать кварцевый резонатор на частоте третьей гармоники с использованием колебательного контура, подключаемого ко входу TANK.